# 日出角
68°7′S 42°38′E / 68.117°S 42.633°E
日出角是南極洲的海岬，位於毛德皇后地的奧拉夫王子海岸，處於企鹅高地东北1.9公里、曙冰川以西6公里，由日本探險隊根據測量和空中照片繪入地圖，現時由南極條約體系管理。